# Gæstearbejder
En gæstearbejder, udenlandsk arbejder eller fremmedarbejder er en person, som arbejder i et andet land end, hvor vedkommende er statsborger. En migrantarbejder kan desuden også arbejde i sit eget hjemland eller mellem landegrænser alt efter, hvilken definition der benyttes.
Nogle gæstearbejdere er tilstede midlertidigt og legalt gennem et gæstearbejderprogram i lande med mere foretrukne jobmuligheder end i deres hjemlande. Andre er der som illegale udlændinge. Gæstearbejdere bor midlertidigt i det land, hvor de arbejder og sender ofte en stor del af deres løn til deres hjemlande.

## Gæstearbejdere efter land

### Danmark
Gæstearbejdere i Danmark kan benytte sig af en greencard-ordning.
Gæstearbejde i Danmark kendes historisk set især fra 1960'erne, hvor de såkaldte fremmedarbejdere afhjalp manglen på arbejdskraft på det danske arbejdsmarked.

### USA
I USA eksister begrebet Green card workers, hvor personer som ansøger om Green Card, kan få lovlig permanent arbejds- og opholdstilladelse.

### Asien
Gæstearbejde er relativt udbredt i nogle lande i Asien og Mellemøsten.